# Boris Brožovskij
Boris Leonidovič Brožovskij, in russo Борис Леонидович Брожовский?, (Mosca, 26 luglio 1935 – Mosca, 14 gennaio 2022), è stato un direttore della fotografia sovietico, dal 1992 russo.

## Biografia
Figlio del regista Leonid Brožovskij e di sua moglie Lydia, nel 1959 si diploma alla VGIK e nel 1960 inizia a lavorare presso lo studio cinematografico Mosfilm. Ha girato il suo primo film nel 1967, Tainstvennaja stena, diventato un cult della fantascienza, seguito da Sport, sport, sport, di Elem Klimov, Konec Ljubavinych, Vozvrata net con Dvoržeckij e Mordjukova, Almazy dlja Marii, con Nina Popova, Komedija davno minuvšich dnej. L'ultimo lavoro è stata una commedia con Leonid Jakubovič e Ljubov Poliščuk, Ubit' karpa nel 2005.
Nel 1989 ha vinto il Premio di Stato dell'URSS per il film Cholodnoe leto pat'desjat tret'ego... e nel 2000 è stato nominato Artista emerito della Federazione Russa.
Brožovskij è stato sposato con l'attrice Nina Popova, nota per il ruolo di Ženja nella serie TV sovietica Giorno per giorno (День за днём). È morto il 14 gennaio 2022, all'età di 86 anni.

## Filmografia

### Cinema
- 1967 - Tainstvennaja stena, regia di Irina Povolckaja e Michail Sadkovič
- 1970 - Sport, sport, sport, regia di Elem Klimov
- 1971 - Konec Ljubavinych, regia di Leonid Golovnja
- 1973 - Pamyat, regia di Grigorij Čuchraj
- 1973 - Vozvrata net, regia di Aleksej Aleksandrovič Saltykov
- 1975 - Almazy dlja Marii, regia di Oleg Bondarev e Vladimir Čebotarёv
- 1977 - Ty inogda vspominaj, regia di Pavel Čuchraj
- 1978 - Predvaritel'noe rassledovanie, regia di Andrej Razumovskij
- 1980 - Komedija davno minuvšich dnej, regia di Jurij Kušnerёv
- 1983 - Takaja žëstkaja igra - chokkej - regia di Andrej Razumovskij
- 1983 - Trevožnyj vylet - regia di Vladimir Čebotarëv
- 1984 - Začem čeloveku kryl'ja - regia di Vladimir Šamšurin
- 1986 - Zatjanuvšijzja ekzamen - regia di Vladimir Šamšurin
- 1986 - V rasputicu - regia di Andrej Razumovskij
- 1987 - Bajka - regia di Georgij Burkov e German Lavrov
- 1988 - Cholodnoe leto pat'desjat tret'ego... - regia di Aleksandr Proškin
- 1991 - Migrant' - regia di Valerij Priёmychov
- 1993 - Uvidet' Pariž i umeret' - regia di Aleksandr Proškin
- 1993 - Sny - regia di Aleksandr Borodjanskij e Karen Šachnazarov
- 1993 - Rol -  regia di Elena Rajskaja
- 1995 - Čërnaja vual' regia di Aleksandr Proškin
- 2004 - Ne vse koški sery regia di Vsevolod Šilovskij
- 2005 - Ubit' karpa regia di Naum Ardašnikov

### Televisione
- 1990 - Nikolaj Vavilov - serie TV
- 1991 - Dom svidanij - film, regia di Vadim Derbenёv
- 1998 - Sudja v lovuške  - film, regia di Sergej Kolosov
- 2000 - Novy god v nojabre - miniserie TV
- 2001 - Ljudi i teni. Sekrety kukol'nogo teatra - miniserie TV
- 2003 - Pjatyj angel - serie TV
- 2004 - Vse načinaetsja s ljubvi - film, regia di Konstantin Vitkin
- 2004 - Tebe, ne znavšemu menja - film, regia di Konstantin Vitkin

## Riconoscimenti
- 1989 - Premio di Stato dell'URSS per il film Cholodnoe leto pat'desjat tret'ego...[11]
- 2000 - Artista emerito della Federazione Russa[12]